# Club Atlético Osasuna 2020-2021
Questa voce raccoglie le informazioni riguardanti il Club Atlético Osasuna nelle competizioni ufficiali della stagione 2020-2021.

## Maglie e sponsor
| Casa | Trasferta | Terza maglia |

Sponsor ufficiale: Verleal
Fornitore tecnico: Adidas

## Rosa
Aggiornata al 22 settembre 2020.
| N. |                      | Ruolo | Calciatore        |
| -- | -------------------- | ----- | ----------------- |
| 1  | Spagna (bandiera)    | P     | Sergio Herrera    |
| 2  | Spagna (bandiera)    | D     | Nacho Vidal       |
| 3  | Spagna (bandiera)    | D     | Juan Cruz         |
| 4  | Spagna (bandiera)    | D     | Unai García       |
| 5  | Spagna (bandiera)    | D     | David García      |
| 6  | Spagna (bandiera)    | C     | Oier (capitano)   |
| 7  | Spagna (bandiera)    | C     | Jony              |
| 8  | Serbia (bandiera)    | C     | Darko Brašanac    |
| 9  | Argentina (bandiera) | A     | Ezequiel Ávila    |
| 10 | Spagna (bandiera)    | C     | Roberto Torres    |
| 11 | Spagna (bandiera)    | A     | Kike Barja        |
| 12 | Argentina (bandiera) | D     | Facundo Roncaglia |
| 13 | Spagna (bandiera)    | P     | Rubén Martínez    |
| 14 | Spagna (bandiera)    | C     | Rubén García      |

| N. |                      | Ruolo | Calciatore        |
| -- | -------------------- | ----- | ----------------- |
| 16 | Argentina (bandiera) | A     | Jonathan Calleri  |
| 17 | Spagna (bandiera)    | A     | Marc Cardona      |
| 18 | Spagna (bandiera)    | A     | Brandon           |
| 19 | Spagna (bandiera)    | A     | Enric Gallego     |
| 20 | Spagna (bandiera)    | A     | Adrián López      |
| 21 | Spagna (bandiera)    | D     | Iñigo Pérez       |
| 22 | Spagna (bandiera)    | D     | Raúl Navas        |
| 23 | Spagna (bandiera)    | D     | Aridane Hernández |
| 24 | Spagna (bandiera)    | C     | Lucas Torró       |
| 25 | Spagna (bandiera)    | P     | Juan Pérez        |
| 27 | Spagna (bandiera)    | C     | Jon Moncayola     |
| 28 | Spagna (bandiera)    | C     | Javi Martínez     |
| 31 | Spagna (bandiera)    | D     | Jorge Herrando    |
| 39 | Spagna (bandiera)    | D     | Manu Sánchez      |